# Edward MacDowell
Edward Alexander MacDowell (Nueva York, 18 de diciembre de 1860-Nueva York, 23 de enero de 1908) fue un compositor y pianista estadounidense del periodo Romántico tardío. Fue muy conocido por su Segundo concierto de piano y sus suites para piano "Woodland Sketches, Sea Pieces y New England Idylls ". "Woodland Sketches" incluye su pieza corta más popular, " To a Wild Rose ". En 1904 fue uno de los primeros siete estadounidenses honrados por su membresía en la Academia Americana de las Artes y las Letras .

## Estudios
Edward MacDowell nació en la Ciudad de Nueva York, hijo de Thomas MacDowell, un comerciante de leche de Manhattan, y Frances (Fanny) Mary Knapp. Recibió sus primeras lecciones de piano de Juan Buitrago, un violinista colombiano que vivía con la familia MacDowell en aquel momento. Edward también recibió clases de música de amigos de Buitrago, incluyendo al pianista cubano Pablo Desverine y a la pianista y compositora venezolana Teresa Carreño. La madre de MacDowell decidió llevar a su hijo a París, Francia, donde en 1877 fue admitido en el Conservatorio de París después de recibir una beca para alumnos internacionales.
Después de dos años de estudios con Antoine Marmontel y siendo un alumno destacado, continuó su educación con el Doctor Hoch Conservatory en Fráncfort, Alemania, donde estudió piano con Carl Heymann y composición con Joachim Raff. Cuando Franz Liszt y Clara Schumann visitaron el conservatorio a principios de 1880 y atendieron un recital de composiciones estudiantiles, MacDowell interpretó el Quinteto de Robert Schumann, Op. 44 junto con una transcripción de un poema sinfónico de Liszt. Al año siguiente visitó a Liszt en Weimar e interpretó para él algunas de sus propias composiciones. Liszt recomendó la primera suite moderna de MacDowell, Op. 10 a Allgemeiner Deutscher Musikverein para su interpretación y también lo presentó a los editores de música de Breitkopf & Härtel en Leipzig.